# All-Star Futures Game

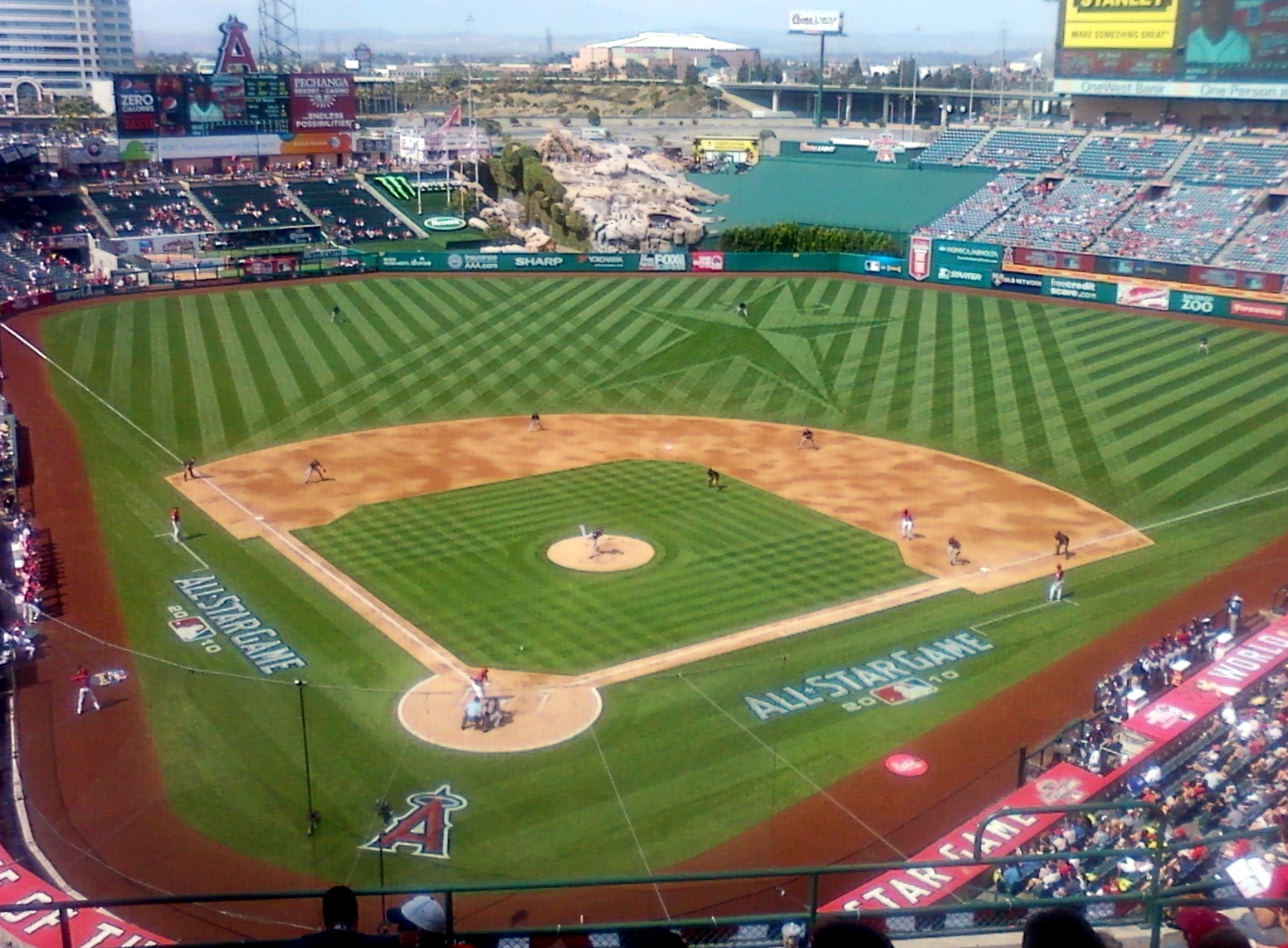
Le match des étoiles du futur au Angel Stadium d'Anaheim en 2010.

L'All-Star Futures Game (ou match des étoiles du futur) est une compétition annuelle de baseball qui oppose les meilleurs jeunes joueurs des ligues mineures de baseball.
Le match est organisé depuis 1999 et est présenté en marge du match des étoiles de la Ligue majeure de baseball. Les joueurs participants sont regroupés en deux équipes : celle des États-Unis et celle composée des athlètes provenant des autres pays du monde. En date de 2017, les États-Unis ont gagné 12 de ces matchs et l'équipe mondiale en a remporté 7. Le match a lieu dans le stade appartenant au club de la Ligue majeure de baseball accueillant la partie d'étoiles des majeures. L'événement, en plus de mettre en vedette les meilleurs espoirs qui pourraient un jour atteindre le baseball majeur, est une façon de promouvoir les ligues mineures de baseball.
Le plus récent match, joué le 7 juillet 2019 au Nationals Park de Washington, DC, se terminé 2–all (8) de l'équipe des Américain et Nationale. 
Le prochain match est programmé pour le 12 juillet 2021 au Coors Field de Denver.

## Règles et sélection des joueurs
Les effectifs des deux équipes comportent 50 joueurs (25 par équipe) qui sont sous contrat avec une équipe des Ligues majeures de baseball. Ils sont sélectionnés par le magazine Baseball America, de concert avec la MLB et ses 30 équipes. Chaque club du baseball majeur doit être représenté par au moins un joueur, et jamais par plus de deux. Les athlètes nés à Porto Rico font partie de l'équipe mondiale bien qu'ils soient à la naissance citoyens des États-Unis.
Le match était joué sur 7 manches de 1999 à 2007 avant de devenir une partie de 9 manches en 2008. S'il y a égalité après les manches réglementaires, un maximum de deux manches supplémentaires seront jouées. Le match peut donc techniquement se terminer sur une partie nulle. Afin de donner la chance d'entrer en jeu au plus grand nombre de joueurs possible, les lanceurs lancent habituellement une seule manche, sauf rares exceptions : par exemple, Jeremy Hellickson est le seul à lancer deux manches en 2010 et Brent Honeywell le seul également avec cette charge de travail en 2017.
En 2008, la sélection des joueurs s'est faite différemment, l'équipe des États-Unis étant composée de joueurs sélectionnés par USA Baseball pour représenter les États-Unis aux Jeux olympiques de Pékin le mois suivant,. Le baseball n'étant plus retenu parmi les sports olympiques après Pékin 2008, cette façon de procéder n'a pas été répétée.

## Liste des gagnants
Depuis la rencontre initiale en 1999, le prix du meilleur joueur du match est décerné. Depuis 2002, cet honneur s'appelle Prix Larry Doby.
| Année | Vainqueur                                  | Score                                      | Joueur du match                            | Stade et ville                       |        |
| 1999  | Monde                                      | 7-0                                        | Alfonso Soriano (Rép. dominicaine)         | Fenway Park, Boston                  |        |
| 2000  | États-Unis                                 | 3-2                                        | Sean Burroughs                             | Turner Field, Atlanta                |        |
| 2001  | États-Unis                                 | 5-1                                        | Toby Hall                                  | T-Mobile Park, Seattle               |        |
| 2002  | Monde                                      | 5-1                                        | José Reyes (Rép. dominicaine)              | Miller Park, Milwaukee               |        |
| 2003  | États-Unis                                 | 3-2                                        | Grady Sizemore                             | Guaranteed Rate Field, Chicago       |        |
| 2004  | États-Unis                                 | 4-3                                        | Aaron Hill                                 | Minute Maid Park, Houston            |        |
| 2005  | Monde                                      | 4-0                                        | Justin Huber (Australie)                   | Comerica Park, Détroit               |        |
| 2006  | États-Unis                                 | 8-5                                        | Billy Butler                               | PNC Park, Pittsburgh                 |        |
| 2007  | Monde                                      | 7-2                                        | Chin-Lung Hu (Taïwan)                      | Oracle Park, San Francisco           |        |
| 2008  | Monde                                      | 3-0                                        | Che-Hsuan Lin (Taïwan)                     | Yankee Stadium, New York             |        |
| 2009  | Monde                                      | 7-5                                        | Rene Tosoni (Canada)                       | Busch Stadium, Saint-Louis           |        |
| 2010  | États-Unis                                 | 9-1                                        | Hank Conger                                | Angel Stadium, Anaheim               | [ 1 ]  |
| 2011  | États-Unis                                 | 6-4                                        | Grant Green                                | Chase Field, Phoenix                 |        |
| 2012  | États-Unis                                 | 17-5                                       | Nick Castellanos                           | Kauffman Stadium, Kansas City        | [ 5 ]  |
| 2013  | États-Unis                                 | 4-2                                        | Matt Davidson                              | Citi Field, New York                 | [ 6 ]  |
| 2014  | États-Unis                                 | 3-2                                        | Joey Gallo                                 | Target Field, Minneapolis            | [ 7 ]  |
| 2015  | États-Unis                                 | 10-1                                       | Kyle Schwarber                             | Great American Ball Park, Cincinnati | [ 8 ]  |
| 2016  | Monde                                      | 11-3                                       | Yoan Moncada (Cuba)                        | Petco Park, San Diego                | [ 9 ]  |
| 2017  | États-Unis                                 | 7-6                                        | Brent Honeywell                            | Marlins Park, Miami                  | [ 10 ] |
| 2018  | États-Unis                                 | 10–6                                       | Taylor Trammell                            | Nationals Park, Washington, DC       |        |
| 2019  | —                                          | 2–all (8)                                  | Sam Huff                                   | Progressive Field, Cleveland         |        |
| 2020  | Annulé pour raison de pandémie de COVID-19 | Annulé pour raison de pandémie de COVID-19 | Annulé pour raison de pandémie de COVID-19 | Dodger Stadium, Los Angeles          |        |
| 2021  |                                            |                                            |                                            | Coors Field, Denver                  |        |